# Волонтёры Вечности
Волонтёры Вечности — второй том из фэнтези-сериала Лабиринты Ехо авторства Макса Фрая. Книга названа по одноимённой повести, в неё входящей.

## Краткое содержание
Том содержит четыре повести о приключениях сэра Макса в Ехо.

### Магахонские лисы
В первой повести тома сэр Джуффин Халли поручает сэру Максу помочь Городской Полиции Ехо обезвредить банду разбойников, поселившихся в Магахонском лесу. Подозрения Джуффина вызывает тот факт, что Магахонский лес уже был однажды базой разбойников банды, которая называла себя «Магахонские лисы», и что новая банда зовётся точно так же. Более того, новый атаман по словам очевидцев — вылитый, если не воскресший Джифа Саванха, погибший при задержании атаман «старых» «Магахонских лис». Вместе с леди Меламори Блимм Максу удаётся обезвредить разбойников, которые и на самом деле оказываются неумело оживлёнными мертвецами, и самого Джифу Саванху. Неведомый доброжелатель Джифы помогает ему бежать, однако Тайный Сыск вскоре выходит и на него, вернее на них — брата и сестру Атву и Танну Курайса, бывших адептов Ордена Решёток и Зеркал.
После изнурительной погони и схватки с преступниками Макс оказывается настолько истощён, что невольно «проваливается» в Хумгат — «коридор между мирами», однако благодаря находчивости Меламори находит дорогу обратно. Сэр Джуффин немедленно принимает меры и начинает обучать Макса пользоваться Коридором. Это полусамостоятельное путешествие Макса по Хумгату занимает целый год, после окончания которого он возвращается в Ехо.

### Корабль из Арвароха и другие неприятности
Во второй повести честно заработанный отдых сэра Макса, только что вернувшегося из Хумгата (Джуффин публично объясняет его отсутствие сверхсекретным заданием Ордена Семилистника), прерывается прибытием послов из Арвароха, так как в связи со сложной внешней политикой Соединённого Королевства по отношению к Арвароху, заниматься охраной и оказанием помощи послам обязан Тайный Сыск. На этот раз им приходится помочь арварошцам под командованием Алотхо Аллироха найти последнего из мятежных правителей Арвароха, Мудлаха, бежавшего в Ехо. В ходе расследования выясняется, что Мудлах попал (вернее, спрятался) в Холоми, признавшись в крупном нарушении Кодекса Хрембера, совершённом бывшим Великим Магистром Ордена Плоской Горы, планировавшим убить Великого Магистра Нуфлина Мони Маха. Вскоре Тайный Сыск находит настоящего преступника, однако Мудлах остаётся в Холоми — за лжесвидетельство.
Параллельно Макс при весьма необычных обстоятельствах знакомится с леди Теххи Шекк, которая оказывается дочерью величайшего мага Эпохи Орденов, Лойсо Пондохвы, и при ещё более необычных обстоятельствах заводит с ней роман.И получает 2 сердца…

### Очки Бакки Бугвина
В третьей повести сэр Кофа Йох знакомит сэра Макса с трактиром «Джуффинова Дюжина», хозяин которого, Мохи Фаа, оказывается втянут в неприятное приключение, связанное с его наследственностью. Выясняется, что Мохи — один из потомков древнего клана Лунных Быков, на которых охотится бывший послушник Ордена Потаённой Травы, Бакки Бугвин. Сэр Макс и сэр Шурф Лонли-Локли отправляются на поиски Бугвина, однако тот не способен оказать значительного сопротивления и погибает при задержании. В подвале его дома Тайные Сыщики обнаруживают Лунного Телёнка, потенциально опасную для равновесия мира разновидность живых существ, которого сэр Макс переправляет домой .

### Волонтёры Вечности
В последней повести тома сэр Макс внезапно оказывается временным начальником всего Тайного Сыска, так как сэр Джуффин и сэр Шурф вынуждены отправиться в Холоми, дабы успокоить его Дух Холоми, на что уходит дюжина дней. За это время Тайный Сыск сталкивается с угрозой массового оживания мертвецов на одном из кладбищ Ехо и в течение нескольких дней безуспешно пытается их уничтожить. В итоге Максу приходит в голову залить неуязвимые тела зомби местным аналогом цемента и «смотаться» в свой мир за святой водой, которая, он почему-то уверен, их убьёт раз и навсегда.
Однако, прибыв в свой мир, Макс временно теряет ориентацию и пребывает в уверенности, что всё, что произошло в Ехо, было всего лишь сном (из-за разного течения времени в различных мирах он возвращается всего через несколько часов после того как ушёл). Вскоре, однако, он убеждается, что всё происходило на самом деле и начинает искать дорогу обратно. После многолетних странствий по нашему миру в облике «доперста» Макс записывает все свои приключения и оставляет их двум издателям (этот момент описывается в предисловии к Лабиринту), после чего возвращается в Ехо.
По возвращении он выясняет, что «ожившие мертвецы» на самом деле были членами Ордена Долгого Пути, которые живьём закопали себя в землю много тысячелетий назад и таким образом обрели бессмертие.

## Критика
«С точки зрения обыденного сознания туман не может быть „правильным“ и „неправильным“»,  — пишет Е. И. Литневская, — «но в системе координат данного произведения словосочетание следует понимать как „не являющийся мороком“.»